# Tyroff (Familie)
Tyroff ist der Name einer Nürnberger Kupferstecherfamilie. Über mehrere Generationen brachte die Familie bedeutende heraldische Werke heraus.

## Geschichte

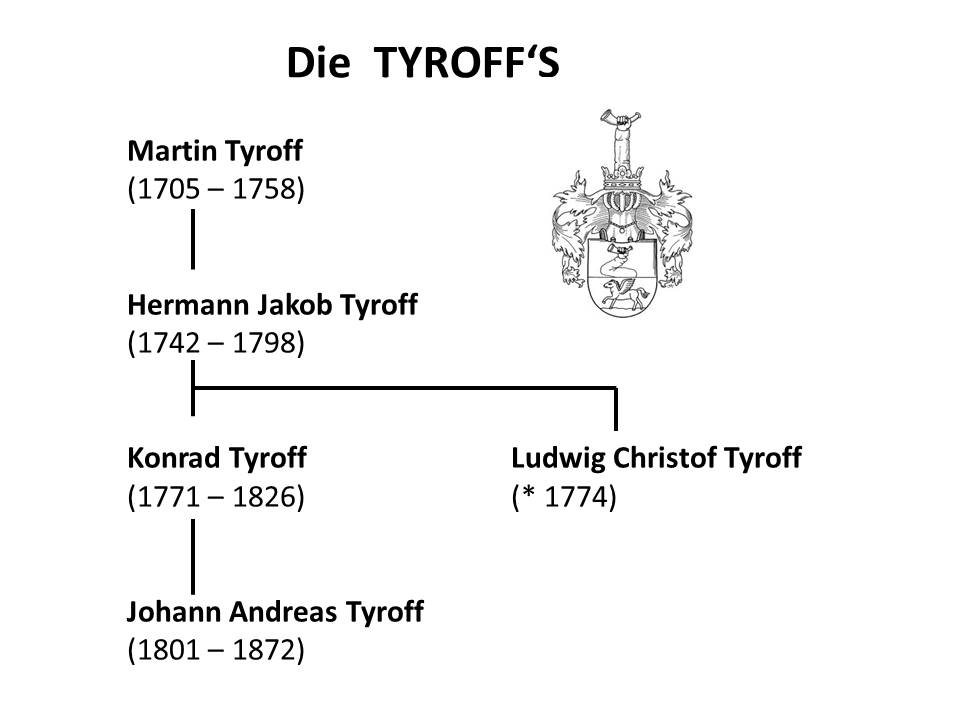
Die männlichen Tyroff's und Familienwappen

Martin Tyroff (* 1705 oder 1704 in Augsburg; † 1758 in Nürnberg), Sohn eines Johann Georg Jacob Tyroff, war Zeichner und Kupferstecher in Nürnberg. Unter anderem zeichnete er Martin Luther, Maria Theresia und Kaiser Franz I. Er heiratete am 14. September 1729 Barbara Sybilla, Tochter Christoph Weigels und Witwe des Augsburger Malers Johann Kenkel. Durch diese Ehe kam er in Besitz der Weigelischen Verlagsbuchhandlung, die er weiterführte. Am 30. August 1740 heiratete Martin Tyroff in zweiter Ehe Maria Magdalena Gelly, Tochter des Erlangener Handelsmanns Peter Gelly.
Nach Martins Tod führte sein Sohn Johann David (* 1730) die Verlagsbuchhandlung weiter.
Hermann Jacob, ein weiterer von Martins Söhnen (* 2. August 1742; † nach 1789), heiratete am 27. Dezember 1767 Christiana Sophia Bach, eine Tochter des Johann Bach, „Aufwarters adjunkt bei vornehmen Hochzeiten und Trauerfeiern und Korporal der löbl. Bürgerschaft“. Vielleicht führte auch er die Verlagsbuchhandlung seines Vaters weiter. In den Jahren 1759 bis 1761 ist Hermann Jacob als Erbe der „Kupferstichwerkstatt auf dem Laufer Platz“ verzeichnet.
Konrad Tyroff, ein weiterer Sohn Martins, brachte einige heraldische Werke heraus.
Ein um 1799 in Nürnberg tätiger Maler Johann Christoph Tyroff war wahrscheinlich ein weiterer ihn unterstützender Sohn Martins.
Mit Konrad Tyroffs Sohn Johann Andreas Tyroff erlosch die Familie Tyroff.

## Wappen
Ein Siegel des Johann Andreas Tyroff ist das Wappen der Familie Tyroff folgendermaßen blasoniert:
Geteilter Schild: oben ein aufwachsender bekleideter, ein Hifthorn haltender Arm; unten ein geflügeltes Pferd. Auf dem gekrönten Helm (Kleinod) der Arm mit dem Hifthorn.